# Режим холостого хода (электроника)
Режим холосто́го хо́да в электронике — состояние четырехполюсника, при котором к его выводам не подключено никакой нагрузки (то есть, другими словами, сопротивление нагрузки бесконечно).
Часто вместо термина Режим холостого хода используется аббревиатура: Режим ХХ или просто ХХ.

## Применение
Рассмотрение режима холостого хода применяется при анализе электрических цепей (к примеру, внутреннее сопротивление). В режиме холостого хода напряжение на двухполюснике равно напряжению генератора напряжения в эквивалентной схеме двухполюсника.